# Мрія (село)
Мрі́я —  село в Україні, у Бучанському районі Київської області. Населення становить 135 осіб. Входить до складу Дмитрівської сільської громади. Через це село проходить траса, що з'єднує Київ з Житомиром. Сусіднє (дещо крупніше) село вздовж цієї ж траси - Мила.
Виникло у 1920-х роках. 1926 року (перша згадка) мало 9 дворів та 42 мешканці. 1932 року на хуторі Мечта проживало 68 осіб.

## Населення

### Мова
Розподіл населення за рідною мовою за даними перепису 2001 року:
| Мова       | Кількість | Відсоток |
| ---------- | --------- | -------- |
| українська | 131       | 97.04%   |
| російська  | 4         | 2.96%    |
| Усього     | 135       | 100%     |